# سيريل مود
سيريل مود (بالإنجليزية: Cyril Maude)‏ هو ممثل بريطاني (وحمل سابقاً جنسية المملكة المتحدة لبريطانيا العظمى وأيرلندا)، ولد في 24 أبريل 1862 بلندن في المملكة المتحدة، وتوفي في 20 فبراير 1951 في المملكة المتحدة.

## وصلات خارجية
- سيريل مود على موقع IMDb (الإنجليزية)
- سيريل مود على موقع قاعدة بيانات برودواي على الإنترنت (الإنجليزية)
- سيريل مود على موقع قاعدة بيانات الفيلم (الإنجليزية)